# Farkaševac
Farkaševac est un village et une municipalité située dans le comitat de Zagreb, en Croatie. Au recensement de 2001, la municipalité comptait 2 102 habitants, dont 1 970 Croates et le village seul comptait 342 habitants.

## Localités
La municipalité de Farkaševac compte 11 localités :
| - Bolč - Brezine - Donji Markovac - Farkaševac - Ivančani - Kabal | - Mački - Majur - Prašćevac - Zvonik - Žabnica |